# Gorišnica község
Gorišnica község (szlovén nyelven Občina Gorišnica) Szlovénia 212 alapfokú közigazgatási egységének, azaz községének egyike a Podravska statisztikai régióban. Adminisztratív központja Gorišnica település. A község a történelmi szlovén Stájerország (Štajersko) régió része. 

## A községhez tartozó települések
A községhez Gorišnica székhelyen kívül a következő települések tartoznak:
- Cunkovci
- Formin
- Gajevci
- Mala Vas
- Moškanjci
- Muretinci
- Placerovci
- Tibolci
- Zagojiči
- Zamušani

## Népesség
| Lakosok száma | 3895 | 3991 | 4032 | 4043 | 4036 | 3972 | 3982 | 3993 | 4097 | 4152 |
|               | 2008 | 2009 | 2011 | 2012 | 2013 | 2015 | 2016 | 2017 | 2019 | 2020 |